# Jaffa

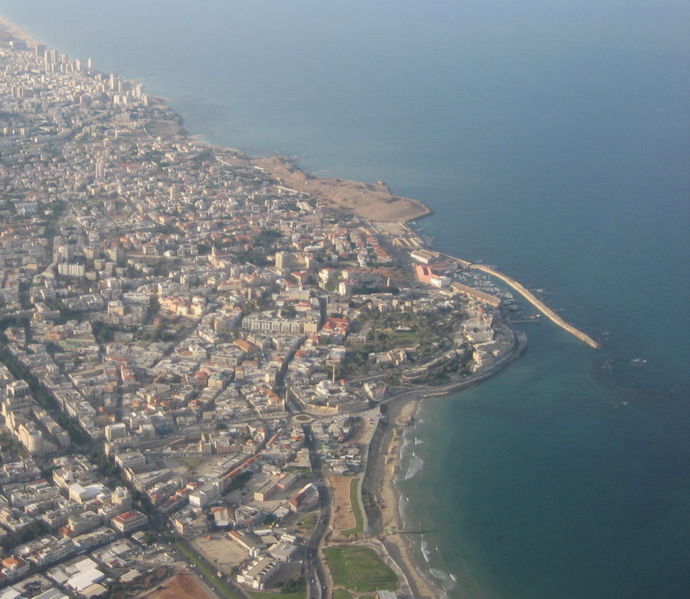
Vista aérea de Jaffa

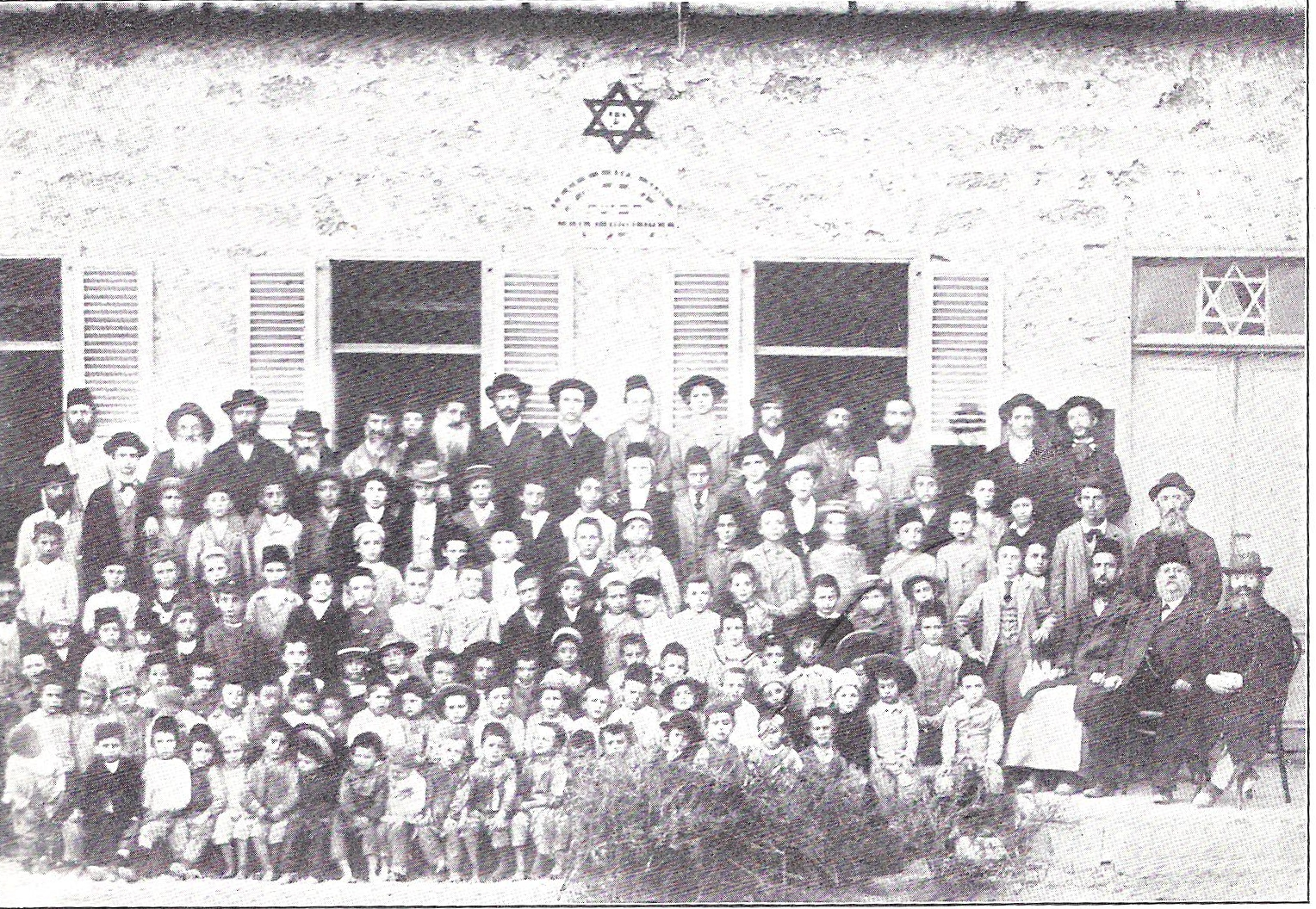
Jéder de estudios en ídish y hebreo, Jaffa, 1890.

Jaffa, Jafa o Yafo (en hebreo יָפוֹ, Yāfōⓘ, en hebreo tiberiano Yāp̄ô; en árabe يَافَا, Yāfāⓘ; en latín Japho o Joppe, esta última del griego antiguo Ιόππη, Joppa; Jope o Joppe en diferentes traducciones de la Biblia al español) es una ciudad portuaria de Israel en la costa mediterránea, situada inmediatamente al sur de Tel Aviv, con la cual forma, desde 1950, una misma entidad municipal, Tel Aviv-Yafo, dentro del distrito de Tel Aviv.
Se ubica en la llanura costera de Israel, bañada por el mar Mediterráneo, y es considerada uno de los puertos más antiguos del mundo. Su población se censa dentro del municipio que forma con Tel Aviv, y se estima en unos 54.000 habitantes; el 74% son judíos y el 26% árabes, la mayoría de los cuales residen en el barrio de Ajami.
Jaffa es famosa por su asociación con las historias bíblicas de Jonás, Salomón y San Pedro, así como por la historia mitológica de Andrómeda y Perseo, y más tarde por sus naranjas.

## Etimología
El nombre de Jaffa es, probablemente, de origen semita occidental y está relacionado con la palabra hebrea "yafa", que significa "bella". En hebreo la etimología indica que la ciudad se llama Jaffa por su belleza (yofi en hebreo).
En la Torá el Mediterráneo es el Mar de Yafo (hebreo: ים יפו, Yam Yafo) y en el Midrash, el Mar de Yafo (hebreo: ימה של יפו, Yama shel Yafo). 
Otra versión es que el nombre de Jaffa, Yafo o Yaffa es una distorsión de Jaffee, palabra de origen semítico occidental, específicamente del cananeo, la cual presta su fonética a las palabras de otros idiomas derivados de este lenguaje. Tanto en hebreo como en árabe la palabra tiene el significado de “bella” o “la bella”. 
Según una vieja leyenda, Jaffa fue nombrada así después de que Jafet, uno de los tres hijos de Noé, la construyera cuarenta años después del Diluvio universal.
La tradición helenística relaciona el nombre con Iopeia, que es Casiopea, madre de Andrómeda. Después de Plinio el Viejo el nombre está conectado con Jopa, que era la hija de Eolo, dios del viento. 
El nombre de la ciudad se menciona en las fuentes egipcias y en las Cartas de Amarna como Yapu. 
El geógrafo árabe Al-Muqaddasi la menciona con el nombre de Yaffa,[cita requerida] que es utilizado por los árabes hasta nuestros días.
En Israel es llamada como "La Ciudad Sin Par”, en tanto que los árabes palestinos suelen llamarla “la novia de Palestina”[cita requerida] o “la novia del mar”[cita requerida]. Otros pueblos de oriente solían llamarla "la novia de Oriente"[cita requerida].

## Historia

### Período antiguo

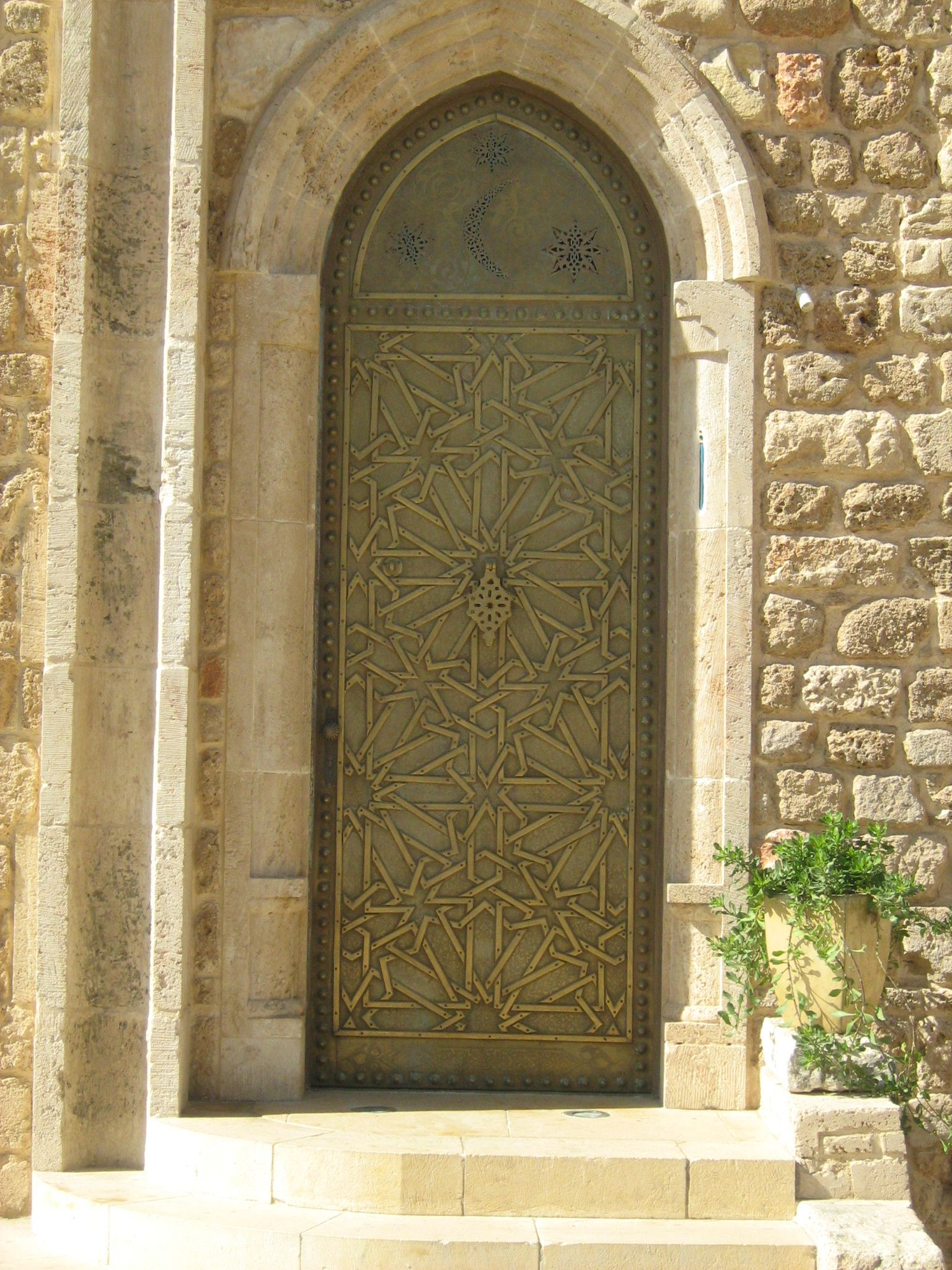
La Puerta de Jaffa.

Tel Yafo (la colina de Jaffa) contaba con gran importancia estratégica militar en la antigüedad porque su altura (40 m sobre el nivel del mar) ofrecía una vista privilegiada del puerto y de los alrededores de la ciudad. Las evidencias arqueológicas muestran que Jaffa estuvo habitada hacia 7500 a. C. El puerto natural de Jaffa se ha usado desde la Edad del Bronce, y sus primeros habitantes fueron probablemente cananeos. 
La ciudad de Jaffa se menciona en un escrito de 1470 a. C. del antiguo Egipto, glorificando la conquista por el faraón Tutmosis III, quien escondió guerreros armados en grandes cestas y luego las obsequió al gobernador cananeo de la ciudad. La ciudad también es nombrada en las Cartas de Amarna por su nombre egipcio Ya-Pho. En 1991, se erigió nuevamente una réplica de los portones de Egipto, con la denominación del faraón Ramsés II, en su sitio original. La ciudad estuvo bajo poder egipcio hasta el año 800 a. C. 
Jaffa es mencionada en la Torá como una de las ciudades hebreas de la Tribu de Dan (una de las Tribus de Israel), y de allí el término «Gush Dan», que se utiliza hoy en día para la planicie costera. Muchos descendientes de Dan vivieron a lo largo de la costa y se ganaban la vida como marinos y navegantes. En la "Canción de Débora" la pitonisa pregunta: "דן למה יגור אוניות": "¿Por qué quieres Dan detenerme en buques?"
Tras la dominación cananea y filistea, el rey David y su hijo Salomón conquistaron Jaffa y utilizaron su puerto para llevar, desde la ciudad de Tiro, los cedros utilizados para la construcción del Primer Templo (2.º de Crónicas 2:16). La ciudad permaneció en manos de los judíos, incluso después de la división del Reino de Israel. En 701 a. C., en los días del rey Ezequías (חזקיהו), el rey asirio Senaquerib invadió la región de Jaffa.
También es el lugar donde el profeta Jonás se embarcó para Tarsis (Libro de Jonás 1:3) y fue el puerto de entrada para los cedros del Líbano para el Segundo Templo de Jerusalén (Libro de Esdras 3:7). 
Después de un período de ocupación de babilónica, bajo el dominio del Imperio persa, Jaffa fue ocupada por los fenicios de Tiro. Derrotados por Alejandro Magno en el famoso asedio de Tiro, se especula que la ciudad conoció la dominación del Reino de Macedonia para luego ser controlada por el Imperio seléucida, aunque en permanente disputa por parte de la Dinastía Ptolemaica gobernante durante el período helenístico de Egipto.
Jaffa fue un puerto del Imperio seléucida que fue recobrado por los Macabeos (1.º de los Macabeos 10:76; 14:5). Durante la represión romana de la primera guerra judeo-romana, Jaffa fue capturada y quemada por Cestio Gallus. El historiador judío-fariseo Flavio Josefo escribió que ocho mil habitantes fueron masacrados. Los piratas que operaban desde el puerto reconstruido desataron la ira de Vespasiano, que arrasó la ciudad y erigió una ciudadela en su lugar, instalando una guarnición romana. Plinio el viejo la cita como; "Jope de los Fenícios, la más antigua luego del diluvio según la tradición".
En el Nuevo Testamento se relata cómo Pedro resucitó a la creyente Tabita (Dorcas, en griego, gacela) en Jope (Jaffa) y, posteriormente, cómo cerca de esta ciudad tiene una visión en la que Yahveh le dijo que no se debe distinguir entre judíos y gentiles, al tiempo que ordenaba la supresión de las restricciones de comida ritual (kosher) seguidas por los judíos.

### Edad Media

#### Etapa bizantina
Como parte del plan de reordenación del Imperio romano, la ciudad pasó a ser parte del Imperio romano de Oriente. Bajo la administración de Bizancio, Jaffa es parte de la provincia Palestina Primera y continúa siendo un importante puerto. Durante este período creció sustancialmente la población cristiana en Jaffa, la cual se constituyó en una importante minoría hasta la guerra árabe-judía de 1948. El obispo de Jaffa, Fidus, participó en el Sínodo de Lydda (Lod) de 415 y en el Concilio de Éfeso de 431. Durante esta época la población cristiana de Jaffa usaba el griego y el arameo, adoptando tras la expansión musulmana del siglo VII la lengua árabe, aunque no siempre el islam como religión.

#### Etapa islámica

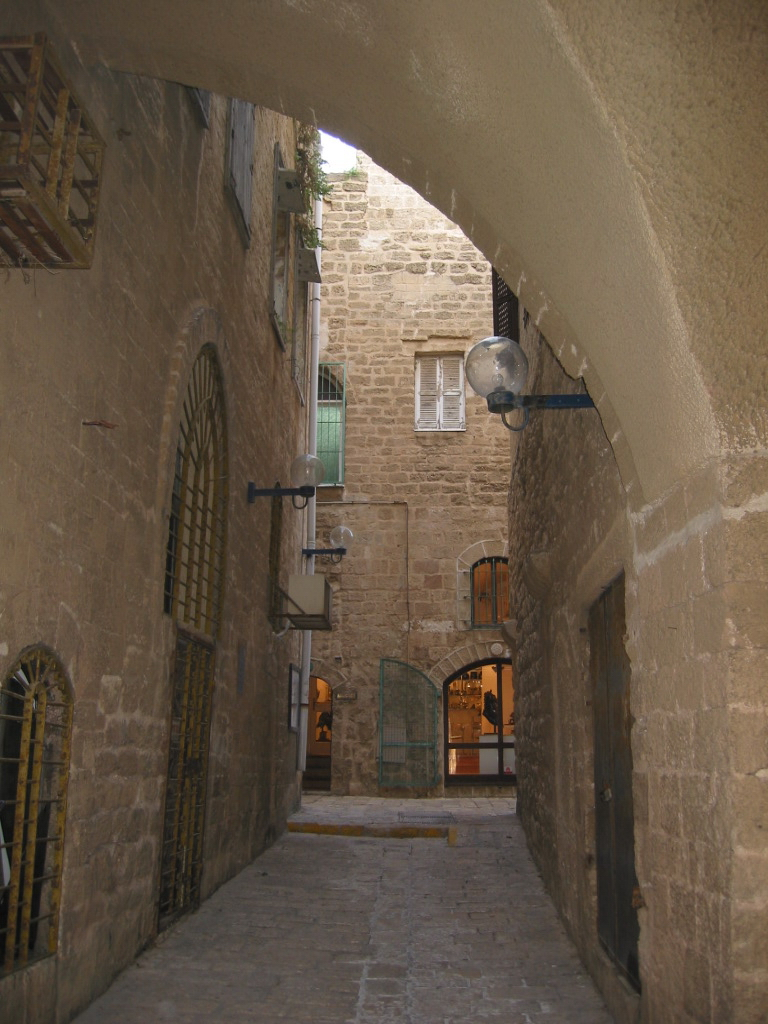
Callejuela árabe en Jaffa.

Durante el reinado del califa Omar ibn al-Khattab los árabes, bajo la dirección de Amru bin al-As, conquistaron la ciudad en el año 636. En virtud de la nueva administración musulmana (los califatos omeyas, abasidas y fatimíes), un pequeño número de judíos pudo volver a la ciudad y vivir en ella hasta la llegada de los cruzados en el siglo XI. 
La nueva ciudad de Ramla se convirtió en la capital del distrito de Jund Filastin, sustituyendo a la antigua provincia romana y bizantina de Palaestina Prima, que pasó a formar parte de la provincia de Siria, cuya capital se estableció en Damasco. Poco a poco, la población de Jaffa fue arabizándose hasta convertirse en una ciudad típicamente árabe, con un estilo arquitectónico muy definido (arquitectura arábiga), llegando a ser al final de la dominación otomana en el siglo XIX, y bajo el mandato británico en el siglo XX, el mayor centro urbano árabe en Palestina, con una población superior a Jerusalén, Gaza y Haifa.

#### Las Cruzadas y la conquista de Saladino

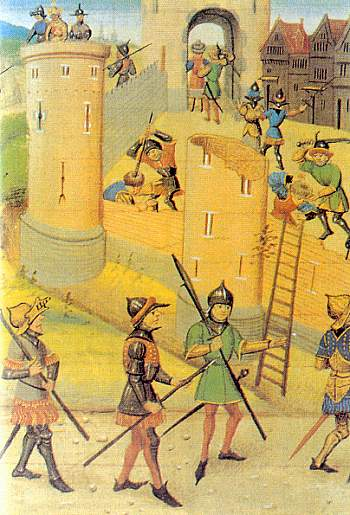
El asedio de Saladino a Jaffa.

Al tener Jaffa un nexo fundamental con Jerusalén y siendo puerta de entrada de la llamada Tierra Santa, la ciudad fue objetivo del mundo cristiano occidental durante las Cruzadas. Es así que Godofredo de Bouillón conquistó Jaffa en 1099, año en que se creó el Reino de Jerusalén. Al año siguiente (1100) la ciudad-estado de Pisa, potencia marítima del momento que participó durante las cruzadas bloqueando el puerto de Jaffa y luego pertrechando a los ejércitos cruzados desde el mismo, realizó el nexo entre ambos puertos, Pisa y Jaffa, con vistas al peregrinaje de cristianos desde Europa a Jerusalén, también recientemente conquistada. El primado de Pisa, Dagoberto, pasó a dominar comercialmente de facto la ciudad de Jaffa luego de la muerte de Godofredo de Bouillón, a mediados de 1100.
El siguiente rey de Jerusalén, Balduino I, creó el condado de Jaffa, nombrando conde a Hugo de Le Puiset, quien pasó a llamarse Hugo I de Jaffa. Este período de autonomía vio su fin cuando el hijo del primer conde, Hugo II de Jaffa, fue acusado de mantener una relación amorosa con la Reina de Jerusalén, Mélisende, ya que el condado de Jaffa fue dividido y la ciudad fue anexada a los dominios reales. Si bien desapareció el cargo efectivo de conde de Jaffa, no lo hizo el título nobiliario, que fue ostentado a partir de ese momento por los reyes de Jerusalén, sobreviviendo incluso al fin del reino y manteniéndose como título hasta el año 1817.
La ciudad permaneció en manos cristianas hasta la decisiva batalla de los Cuernos de Hattin en 1187, en la que Saladino derrotó a los ejércitos del Reino de Jerusalén. En el mes de julio de ese mismo año, Jaffa pasó a ser parte de los dominios de Saladino por breve tiempo, ya que en 1191 Ricardo Corazón de León, al mando de las fuerzas de la Tercera Cruzada, lo derrotó en la batalla de Arsuf recobrando, tres días después (el 10 de septiembre de 1191) algunas posiciones de la costa mediterránea, entre ellas Jaffa.
Al año siguiente, Saladino trató infructuosamente de volver a conquistar la ciudad. El 2 de septiembre de 1192 se firma el Tratado de Jaffa, que garantiza tres años de tregua entre las dos fuerzas enfrentadas, musulmanes y cristianos. 
En 1196 el rey Enrique II de Champaña concede a la Orden Teutónica varias propiedades en Jaffa. Durante el mismo año, mientras acontecían los funerales del rey Enrique de Acre, el sultán ayubí de Damasco, Adel Malik, hermano de Saladino, reconquistó Jaffa masacrando 20 000 cruzados. 
Luego de un período de zozobra seguido a la casi destrucción de la ciudad, es recuperada en 1228 por el emperador alemán y rey de Sicilia y Jerusalén, Federico II Hohenstaufen. El 18 de febrero de 1229, tras la reconquista cristiana, se logró llegar a un nuevo acuerdo de paz, firmado en Jaffa, entre las fuerzas árabes encabezadas por el sultán Malik al-Kamel de Egipto y las fuerzas cristianas del emperador alemán. Más tarde, en 1250, luego de ser liberado de su cautiverio en Egipto el rey Luis IX de Francia junto con su esposa, Margarita de Provenza, construyó un monasterio y una iglesia en la ciudad.

### Los mamelucos
En 1268 el sultán Baibars logra capturar la ciudad sin luchar tras sus victorias sobre los mongoles y los cruzados en Palestina. Con esto se inaugura el período de dominación sobre la ciudad del Egipto mameluco.
Luego de esta conquista, Baybars da muerte a una gran cantidad de personas, demuele casas y destruye las murallas de la ciudad. El siguiente siglo, el siglo XIV, ve a Jaffa servir como puerto para los peregrinos cristianos, pero la ciudad decae en todos los aspectos. Nuevamente en el año 1345 Jaffa vuelve a ser destruida a instancias de los sultanes mamelucos por el temor a que ésta sirva como base para una nueva cruzada.

### Dominio otomano (1516-1918)

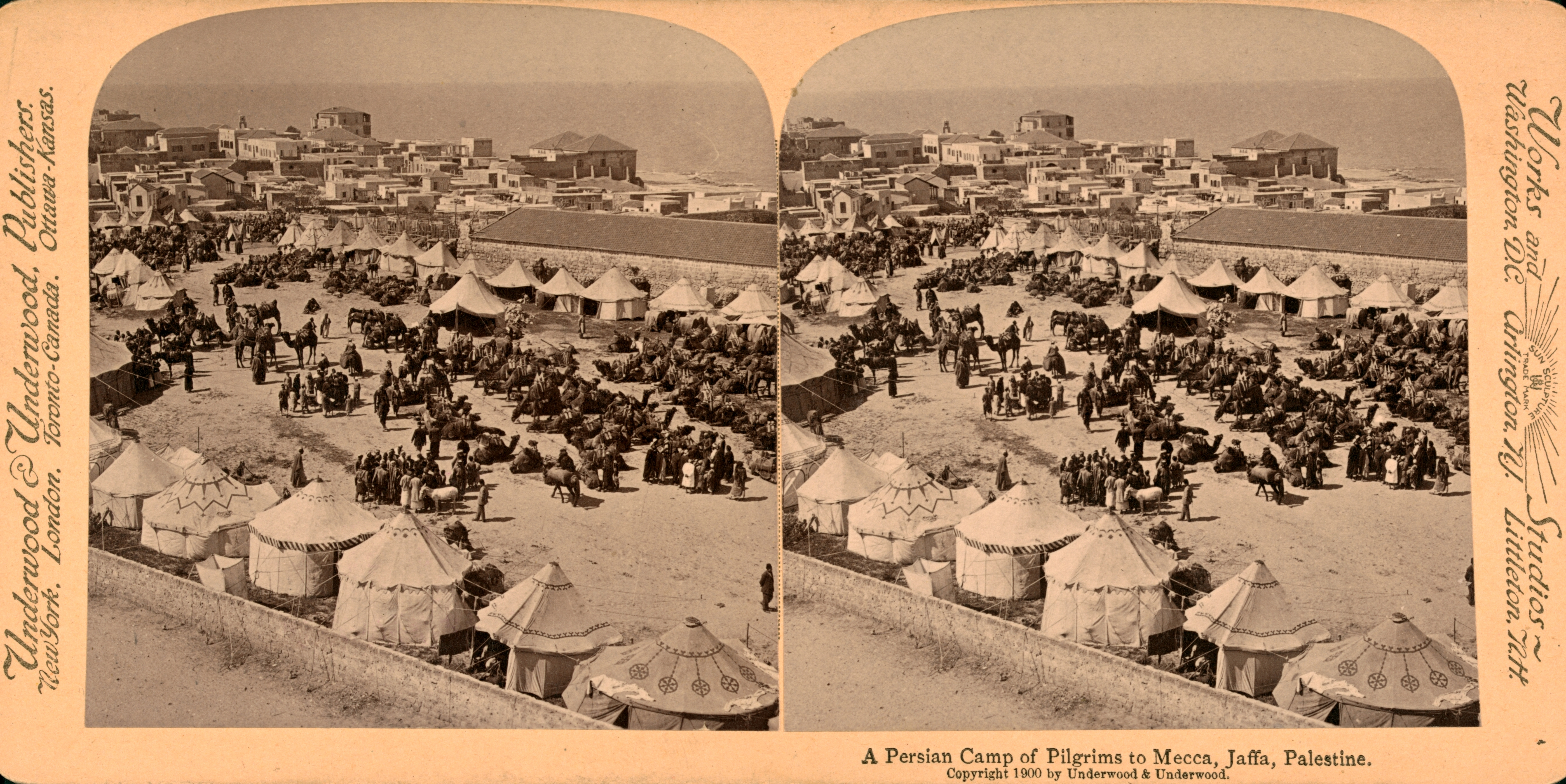
Campo de peregrinos persas hacia la La Meca. Foto del Congreso de Estados Unidos.

Después de la conquista de Palestina por el sultán otomano Selim I en 1516, Jaffa todavía conservaba una cierta importancia en el comercio de la región y como puerto de entrada para la peregrinación cristiana a la Tierra Santa. En el siglo XVII, en el año 1654 los frailes franciscanos abrieron un albergue, cerca del actual monasterio de Saint-Pierre. También fueron construidas, en esta época, varias iglesias, una mezquita y un albergue armenio. Al final del siglo Jaffa es una pequeña comunidad de 400 viviendas, sin los muros exteriores. 
A mediados del siglo XVIII, bajo los auspicios del gobernador de Gaza, Radwan Bin Hussein, se inician los trabajos para la reconstrucción de la ciudad, con la esperanza de hacer más ganancias, creando condiciones más favorables para las comunidades cristianas y sus peregrinos. En esos años pasaron por el puerto de Jaffa, cerca de 4.000 peregrinos por año, en su mayoría cristianos, pero pocos judíos. Para esta última comunidad, en 1753 el rabino Yaakov Donama abre un albergue temporal. 
Desde principios de siglo XVIII, Jaffa llegó a ocupar el lugar de Ramla como centro administrativo del distrito. En función de la división administrativa de los turcos otomanos, Palestina era entonces parte de Siria y ésta un vilayato del Imperio otomano.
A finales del siglo XVIII, sin embargo, Jaffa tiene un período tormentoso. En 1770 se produce una lucha interna entre el gobernador de Galilea, Umar al-Dahar y sus rivales Damasco, Líbano y Palestina. En 1772 su ejército llegó a las puertas de Jaffa, siendo detenido por Toukan Ahmed, hermano del gobernador de Nablus. A pesar del apoyo de la flota rusa, Dahar Umar logra ocupar Jaffa después de siete meses de asedio. 
En 1776, Dahab Abu Muhammad, antiguo aliado mameluco de Dahar, sin embargo, pretende atacar desde Egipto, enfrentando una feroz resistencia al sur de Jaffa. Después de 66 días de asedio, el egipcio levanta el mismo proponiendo tratativas de paz. Mientras que las habitantes de Jaffa celebraban la "paz" conseguida, los mamelucos de Abu Dahab consiguen entrar en la ciudad. Lo que siguió fue un saqueo generalizado, seguido de la destrucción de casas y cultivos, llevándose a cabo masacres y ejecuciones varias.

#### Napoleón en Jaffa
A solo unos años de estar restaurada la ciudad, el 3 de marzo de 1799, Jaffa tiene que soportar el asedio y bombardeo del ejército francés a las órdenes de Napoleón. Cuando el general francés envió a un mensajero a exigir la rendición, este fue decapitado y su cabeza mostrada desde las murallas. Después de conquistada, la ciudad fue saqueada, muchas mujeres violadas y el gobernador de Turquía, Abdullah, ejecutado. Bonaparte no quiere tener en cuenta la promesa de su hijo adoptivo Eugene de Beauharnais de salvar la vida de los cautivos, y ordena que la mayor parte de los presos turcos y albaneses -entre 2.200 y 3.500 según las fuentes-  sean fusilados o apuñalados con bayonetas. Napoleón esperaba que la lamentable suerte de Jaffa intimidara a los defensores de las otras ciudades de Siria. Pero la noticia de estas atrocidades provocó una resistencia mayor. 

#### Retorno al imperio Otomano

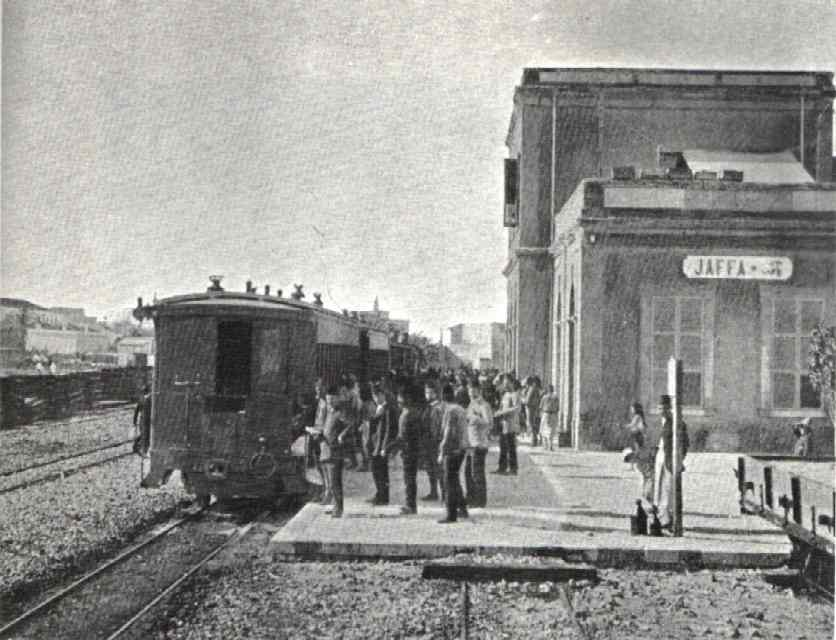
Estación de tren de Jaffa en 1892.

En 1801 el poder en Jaffa fue tomado por los que habían resistido a Napoleón en Acre, Ahmed Pasha, el gobernador de origen bosníaco de esta ciudad, y permaneció en manos otomanas (excepto entre noviembre de 1831 y 1840 cuando pasa a control egipcio), hasta el 21 de diciembre de 1917 cuando es derrotado en la Primera Guerra Mundial. En el siglo XIX, Jaffa era conocida por su industria de jabón. La industria moderna surgió a finales de 1880. Desde la década de 1880, los bienes raíces se convirtieron en una importante rama de la economía local. La mayoría de los periódicos y libros impresos en Palestina se han publicado en Jaffa. La industria de cítricos comenzó a florecer en el último cuarto del siglo XIX. Hasta mediados de ese siglo, los naranjales de Jaffa eran principalmente propiedad de árabes, que empleaban métodos tradicionales de la agricultura. En los años que siguieron a la guerra de Crimea (1853-1856) se establecieron algunos consulados europeos en la ciudad para asistir a los peregrinos y misioneros occidentales.
En la época final del dominio otomano, las relaciones entre los distintos grupos religiosos de Palestina eran tranquilas y tanto cristianos como judíos y musulmanes mantenían sus propias tradiciones en un ambiente de autonomía religiosa. En Jaffa, los judíos suponían un tercio de la población. En agosto de 1882, tras una serie de pogromos en Rusia, comenzaron a llegar a Jaffa los primeros inmigrantes judíos, un grupo de 200 rumanos de la ciudad de Galatz, que fueron encerrados durante semanas hasta que obtuvieron suficiente dinero para sobornar a los guardas turcos. En 1868 se construyó una carretera entre Jaffa y Jerusalén que fue ampliada a mediados de los años 1880 y que facilitó en gran medida el transporte de personas y mercancías. En 1892 se inauguró la ruta ferroviaria entre ambas ciudades; en la ciudad de Jaffa, las vías se adentraban decenas de metros en el mar para establecer un nexo directo entre el transporte marítimo y el ferroviario. En 1907, un oficial otomano dejaba constancia de la gran cantidad de "judíos extranjeros" que había en la ciudad debido a la importancia de sus instalaciones portuarias. En marzo de 1908 hubo peleas entre jóvenes musulmanes y judíos debido al resentimiento de estos últimos. Crecieron los casos de alcoholismo y prostitución, que se convirtieron en un importante problema para la ciudad. En 1909, otro oficial otomano pidió que se cerrase el puerto a inmigrantes judíos.
En 1910 se creó en Jaffa una de las primeras asociaciones de mujeres de la historia de la región. Al año siguiente nació el diario Filastin, que habría de ejercer "un papel importante en la conformación de la identidad nacional palestina", puesto que ya en 1914 hablaba en términos políticos del "pueblo palestino" y de la "nación palestina". Filastin continuaría publicándose hasta que, en 1948, la mayor parte de la población palestina de la ciudad fue desalojada por las tropas israelíes. Otro importante diario fundado en Jaffa fue Al-Asmai, propiedad de un palestino griego ortodoxo.

### Mandato británico de Palestina
Cuando las tropas británicas conquistaron Palestina al Imperio otomano, Jaffa, conocida como "la novia del mar", era el principal puerto comercial de la región. De septiembre de 1920 a mayo de 1921, unos 10 000 inmigrantes judíos habían llegado a Palestina a través del puerto de Jaffa, sobre todo sionistas y socialistas provenientes de una Rusia en plena revolución. La prensa local árabe-palestina, más tradicional en sus ideas que los recién llegados, se quejaba de la difusión del bolchevismo y de la apariencia provocadora de las mujeres judías, entre otros puntos. Los disturbios de 1921 (conocidos como Meoraot Tarpa por los judíos) comenzaron con un desfile del Día del Trabajador en el que un grupo socialista y otro comunista, ambos judíos, se enfrentaron a golpes. Posteriormente, la población árabe de Jaffa atacó a los habitantes judíos y sus edificios, incluidos los residentes de "La Casa de los Inmigrantes", y asesinaron al escritor Yosef Haim Brenner. Los disturbios terminaron con 45 judíos y 48 árabes muertos. En 1921 el rabino Kook se trasladó a Jerusalén, cuando fue nombrado como el primer rabino askenazí del Mandato Británico, y se lo sigue considerando como el primer rabino jefe en Israel. 
Según el censo de 1922, llevado a cabo por las autoridades del Mandato británico de Palestina, Jaffa tenía 47.799 habitantes, de los que 20.699 eran musulmanes, 20.152 judíos, 6.850 cristianos y 8 samaritanos, mientras que en Tel Aviv solo vivían 15.000 personas. Sin embargo, en 1927, Tel Aviv tenía ya 38.000 habitantes. Los judíos de Jaffa se asentaron en las afueras de la ciudad, muchos cerca de Tel Aviv, y estos asentamientos judíos en las afueras fueron generando una separación entre la propia ciudad de Jaffa y sus suburbios árabes. En 1929, en el contexto de la masacre de Hebrón, un grupo de policías judíos de Jaffa asesinaron a toda una familia árabe; fueron condenados a muerte, pero sus sentencias fueron finalmente conmutadas. Bajo la presión de un breve boicot árabe, muchos comerciantes judíos de Jaffa emigraron a barrios predominantemente judíos de la ciudad o a Tel Aviv.
De acuerdo con el censo de 1931, Jaffa tenía 51.866 habitantes, con 35.506 musulmanes, 9.132 cristianos, 7.209 judíos, 6 samaritanos, 2 drusos, 1 bahaí y 10 personas más con la etiqueta "sin religión". Durante los años 30 entre ambas ciudades había una población de 80.000 habitantes. En 1945, los árabes plantaron 146.316 dunams (146 km²) de cítricos, mientras que los judíos, 66.403 dunams (66 km²).  
En octubre de 1933 hubo grandes protestas palestinas en la ciudad. Durante las revueltas árabes en el Mandato Británico (1936-1939) la ciudad sufrió grandes daños económicos y de infraestructura. Los combates urbanos entre las fuerzas británicas y los árabes destruyeron muchas calles. Los británicos en represalia demolieron numerosas casas pertenecientes a la población árabe. Los ciudadanos judíos y británicos trasladaron sus empresas fuera de Jaffa. Como reacción a la huelga de los trabajadores árabes en el puerto, los judíos construyeron el puerto de Tel Aviv, que causó una disminución de ingresos para la ciudad de Jaffa. 
En 1945 Jaffa tenía una población de 101.580 habitantes; de los cuales 53.930 eran musulmanes, 30.820 eran judíos y 16.800 eran cristianos.[cita requerida]

### Guerra árabe-israelí de 1948
En 1947, antes de la guerra árabe-israelí de 1948, una Comisión Especial de la ONU sobre el mandato recomendó que Jaffa forme parte del previsto Estado Judío. Finalmente, debido a la gran mayoría árabe, fue designado como un enclave árabe en el futuro Estado judío en el Plan de Partición Naciones Unidas de 1947.
Los árabes rechazaron el plan y el 30 de noviembre de 1947, al día siguiente a la aprobación del plan de partición de Palestina de la ONU, siete judíos fueron asesinados por los árabes en tres incidentes por separado:  a las 8 de la mañana, en lo que llegó a ser visto como los disparos de la apertura de la Guerra del 1948, tres árabes atacaron a un autobús que se dirigía de Netanya a Jerusalén, matando a cinco pasajeros judíos. Media hora más tarde un segundo ataque dejó otro autobús con pasajeros judíos muertos. Más tarde un hombre judío de 25 años fue muerto a tiros en Jaffa. En Jerusalén, el Comité Superior Árabe pidió tres días de huelga general.
Desde el inicio de la huelga en adelante, árabes y judíos entraron en una escalada de enfrentamientos. El corresponsal en Jerusalén de The Times estimó que por lo menos unas 130 personas habían muerto, "de los cuales, alrededor de 70 son judíos, 50 árabes, y el resto tres soldados británicos y un agente de policía británico ".
El 25 de abril de 1948, el Irgún lanzó una ofensiva en Jaffa, entonces la mayor ciudad árabe del Mandato Británico de Palestina. Unidades de la Haganá tomaron la ciudad el 14 de mayo, que estaba pobremente defendida por algunos efectivos del Ejército de Liberación Árabe y una cincuentena de voluntarios musulmanes yugoslavos (durante la Segunda Guerra Mundial, muchos musulmanes y cristianos de la zona fueron aliados de los nazis, llegando a formar escuadrones de las temibles SS nazis), así como también muchos palestinos alemanes de las colonias alemanas cerca de Jaffa y algunos voluntarios italianos. La mayor parte de su población, unas 50.000 personas, huyeron en barcos y botes hacia Gaza (entonces en poder de Egipto) y el Líbano. Entre la mitad y los dos tercios de los habitantes de ciudades como Haifa o Jaffa habían abandonado sus hogares antes de los que los judíos irrumpieran en esas ciudades a finales de abril de 1948. Como al resto de personas desplazadas durante la guerra, las autoridades de Israel no les permitieron nunca regresar a sus hogares.
Para recordar a los soldados judíos que murieron en la batalla de Jaffa, se creó en la ciudad el "Jardín de la Conquista".

## Jaffa en la actualidad

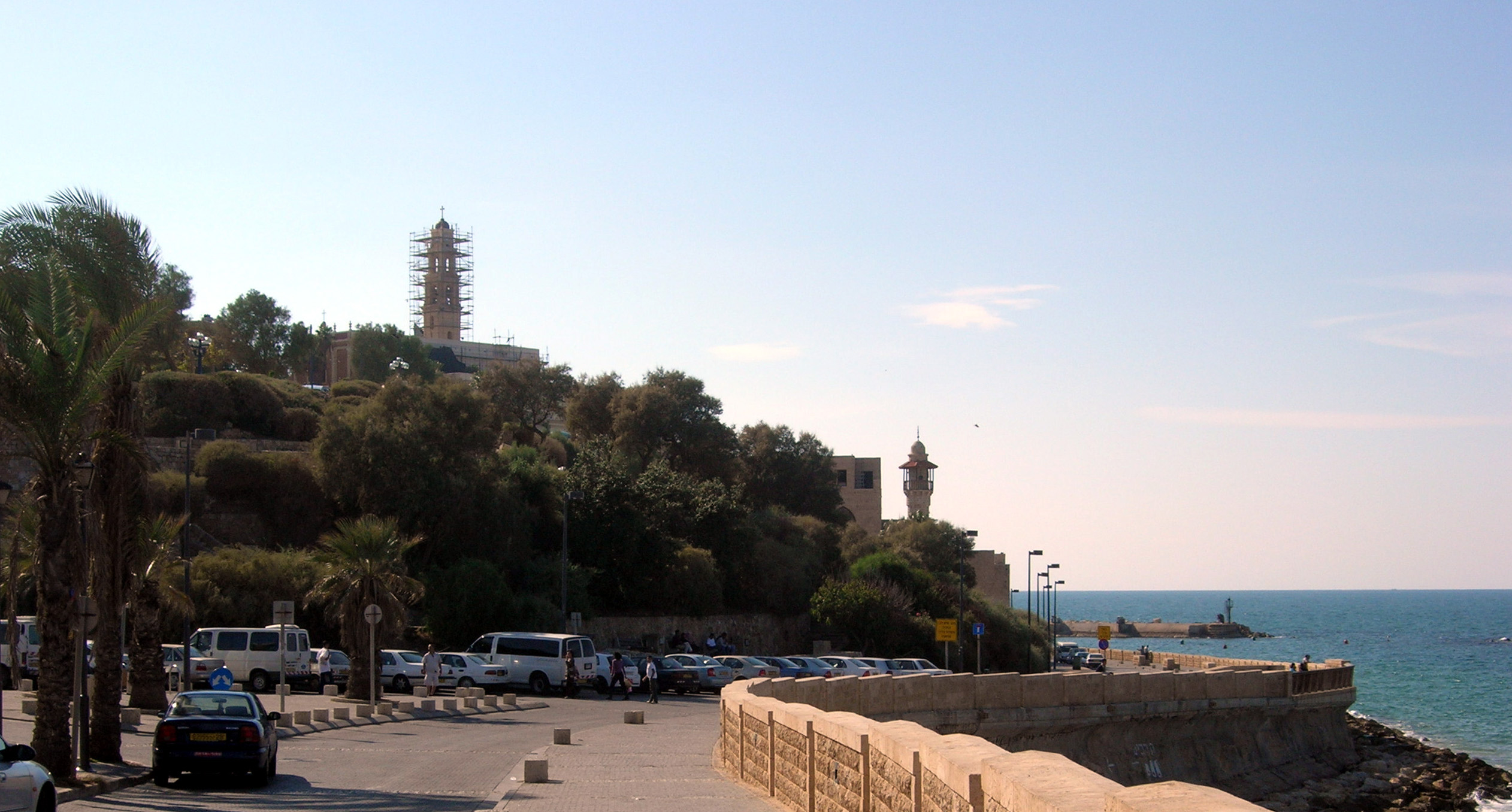
Paseo costero a lo largo de la Ciudad Antigua de Jaffa.

En los años que siguieron al final de la guerra de la Independencia de Israel hubo una inmigración masiva de judíos provenientes de Bulgaria, Marruecos, Rumania, Irak, Yemen, Irán, Siria, Líbano, Egipto, Libia, Túnez y otros países, que se repartieron por todo Israel, incluida Jaffa. Gravemente dañado durante la revuelta árabe y la guerra de 1948, el barrio de Ajami fue convirtiéndose poco a poco en un barrio de tugurios. Jaffa en esos días tenía la reputación de «ciudad del crimen». 
En 1954, Jaffa se convirtió en parte de la municipalidad de Tel Aviv, y desde entonces ambas ciudades se conocen como «Tel Aviv-Yafo». Actualmente, el barrio de la Ciudad Antigua de Jaffa está siendo renovado, y está habitado principalmente por artistas y otros elementos de gentrificación. 
Según algunos, como parte de la reforma, se trasladarían a unas 500 familias árabes —los habitantes más antiguos de los barrios de Al-Ajami y Givat Aliya— del centro, en lo que los representantes de los afectados han calificado este traslado como un «intento de judaizar Jaffa». 

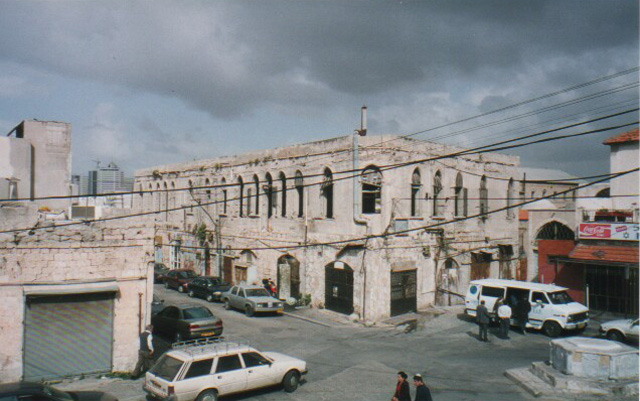
Sector del casco antiguo que próximamente será restaurado.

Las autoridades israelíes sostienen que el motivo de estos traslados es que estas familias han invadido propiedades y han realizado construcciones ilegales. Al mismo tiempo se los invitó a presentarse a las dependencias de Amidar (organismo de la vivienda) para demostrar que tienen derecho a la propiedad, mediante la presentación de los títulos de propiedad. Concluyendo que «Los reclamos de que se trata de una transferencia son demagógicos. Ninguna persona será desalojada sin una orden judicial» y que «se rechaza con desprecio el intento demagógico por utilizar los acontecimientos de la Guerra de la Independencia para proteger a los que violan la ley».
El moderno Jaffa tiene una heterogénea población con judíos, cristianos y musulmanes, y posee una importante atracción turística con una excitante combinación de antiguas, nuevas y restauradas arquitecturas. Ofrece galerías de arte, teatros, tiendas de recuerdos, restaurantes, cafés, tiendas de compras y una gran variedad centros de cultura, entretenimiento y alimentación.

## Demografía
La actual Jaffa tiene una población heterogénea de judíos, cristianos y musulmanes. De sus 46,000 residentes, unos 30,000 son judíos y el resto musulmanes con una minoría cristiana.